# Adigio
El río Adigio (en italiano, Adige; en alemán y en dialecto surtirolés, Etsch; en ladino, Adiç; en dialecto trentino, Ades; en veneciano, Adexe; en latín, Athesis) es un río del noreste de Italia, que discurre por las regiones de Trentino-Alto Adigio y Véneto y desemboca en el mar Adriático ligeramente al norte del delta del río Po. Tiene una longitud de 409 km (que lo convierten en el segundo río más largo de Italia, tras el río Po) y drena una cuenca de 12 100 km².

## Geografía

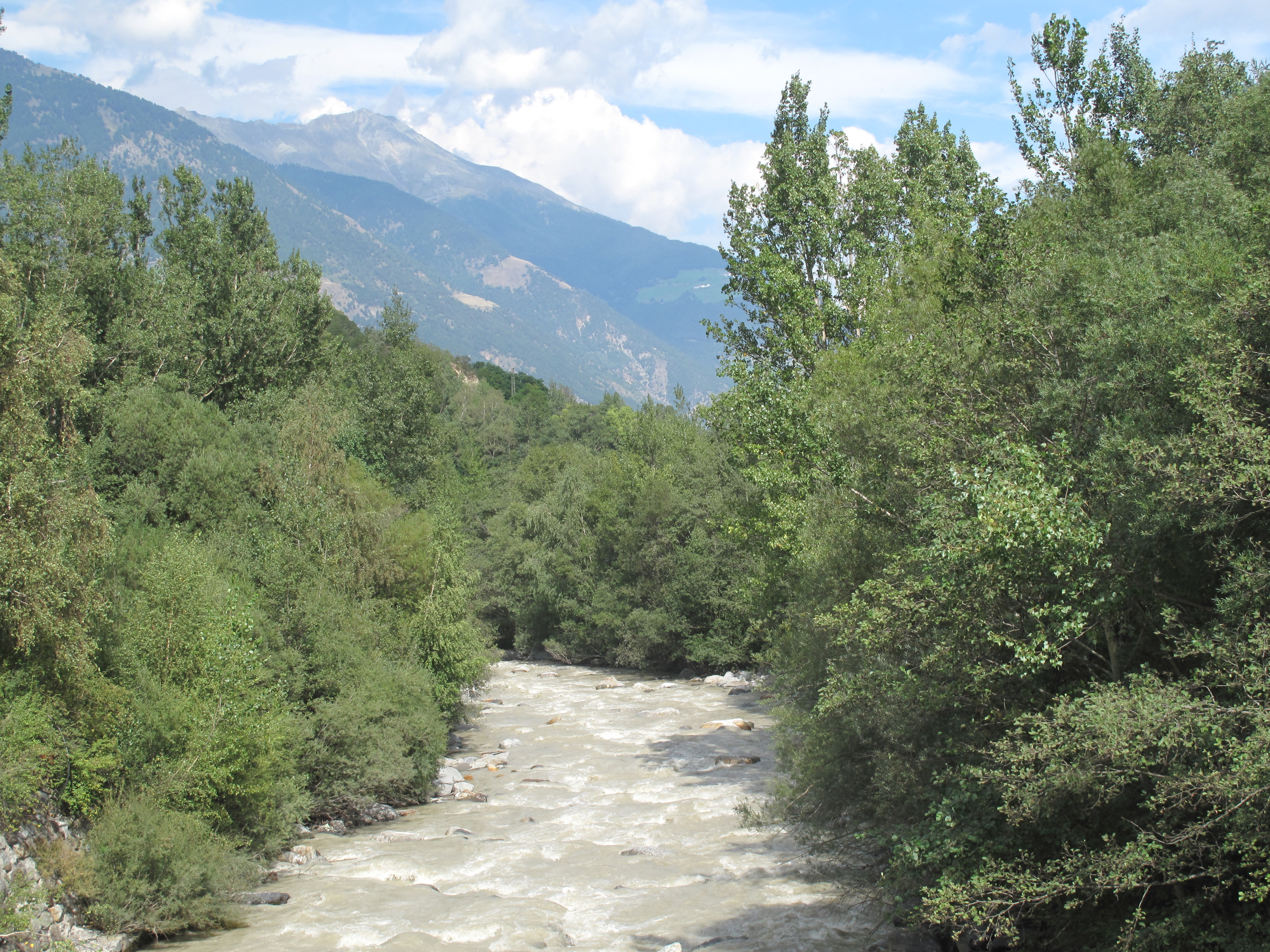
El Adigio cerca de Laces

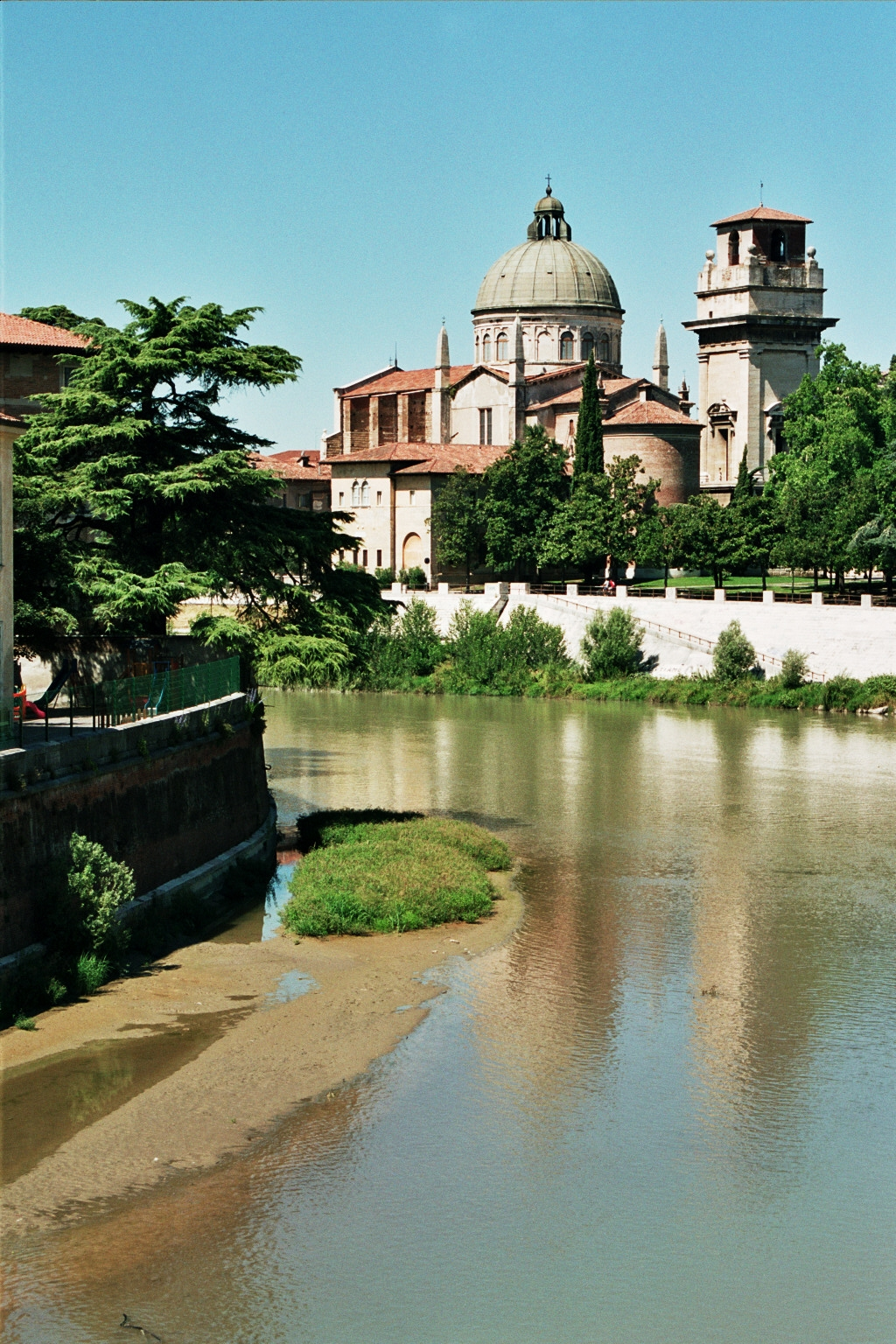
El Adigio a su paso por Verona.

Nace en el Reschenscheideck (Paso de Resia) cerca del lago de Resia en la parte alta del Val Venosta en el Tirol meridional, cerca de las fronteras de Suiza y Austria, y desemboca en el mar Adriático al sur de la ciudad de Chioggia.
Su cuenca drena 12 100 km², es la tercera en tamaño después de la del Po y del Tíber, y comprende las regiones Trentino-Alto Adigio y Véneto, además de una pequeña parte en territorio suizo. La mayor parte de esta cuenca (7200 km²) se encuentra en el Tirol meridional, por cuyo territorio transcurre a lo largo de 140 km (más de 1/3 del total de su recorrido).
Desde su nacimiento hasta la ciudad de Merano, el valle del río recibe el nombre de valle Venosta; luego, de Merano a Rovereto, pasa a llamarse valle del Adigio; de Rovereto a Verona, valle Lagarina y, finalmente, de Verona hasta la desembocadura, Val Padana.

### Afluentes
Sus principales afluentes son los siguientes ríos:
- río Rom (Ram), con una longitud de 24,7 km que desagua cerca de Glorenza;
- río Passirio (Passer), con una longitud de 42,6 km que desagua cerca de Merano;
- río Isarco (Eisack), con una longitud de 95,5 km que desagua cerca de Bolzano;
- río Noce, con una longitud de 105 km que desagua cerca de Mezzocorona;
- río Avisio, con una longitud de 89,4 km que desagua cerca de Lavis;
- río Fersina, con una longitud de 30 km que desagua cerca de Trento;
- río Leno, con una longitud de 18 km que desagua cerca de Rovereto.

### Localidades que atraviesa
Principales ciudades que atraviesa en su recorrido:
- Trento
- Verona, la cruza con suaves meandros; los principales puentes que atraviesa son el de Piedra del siglo I y el Scaligero del siglo XIV.
- Legnago;
- Cavarzere;
- Chioggia.

Además, el río bordea Merano, Bolzano y Rovereto.

## Historia
El río Adigio discurre en su curso bajo por encima de su llanura aluvial separado de esta por altas motas a ambos lados del cauce. Ha sido protagonista de algunas devastadoras inundaciones, ya que si se desborda sus aguas inundan tierras de cultivo y poblaciones que se encuentran por debajo de su nivel. Se tiene noticia de varios fenómenos de este tipo en el pasado: entre los más recientes y graves cabe destacar las inundaciones de 1882, 1966 y 1981.
En septiembre de 1882 se rompieron los diques del río en nueve puntos entre Bolzano y San Michele all'Adige. Además, se inundó la parte norte de la ciudad de Trento.
En noviembre de 1966, Trento conoció la mayor inundación de su historia reciente: buena parte de la ciudad y cerca de 5000 hectáreas de campo fueron sumergidas por unos 2 m de agua.
En julio de 1981, los diques cedieron en los alrededores de Salorno, que fue inundada junto a los terrenos circundantes.
Para salvar la ciudad de Verona de posibles inundaciones, en la primera mitad del siglo XX se construyó un túnel que une el Adigio a su paso por Mori con el lago de Garda, con la finalidad de dirigir el agua excedente desde el río al lago. Fue usado con ocasión de la crecida de 1966.